# 七·三布告

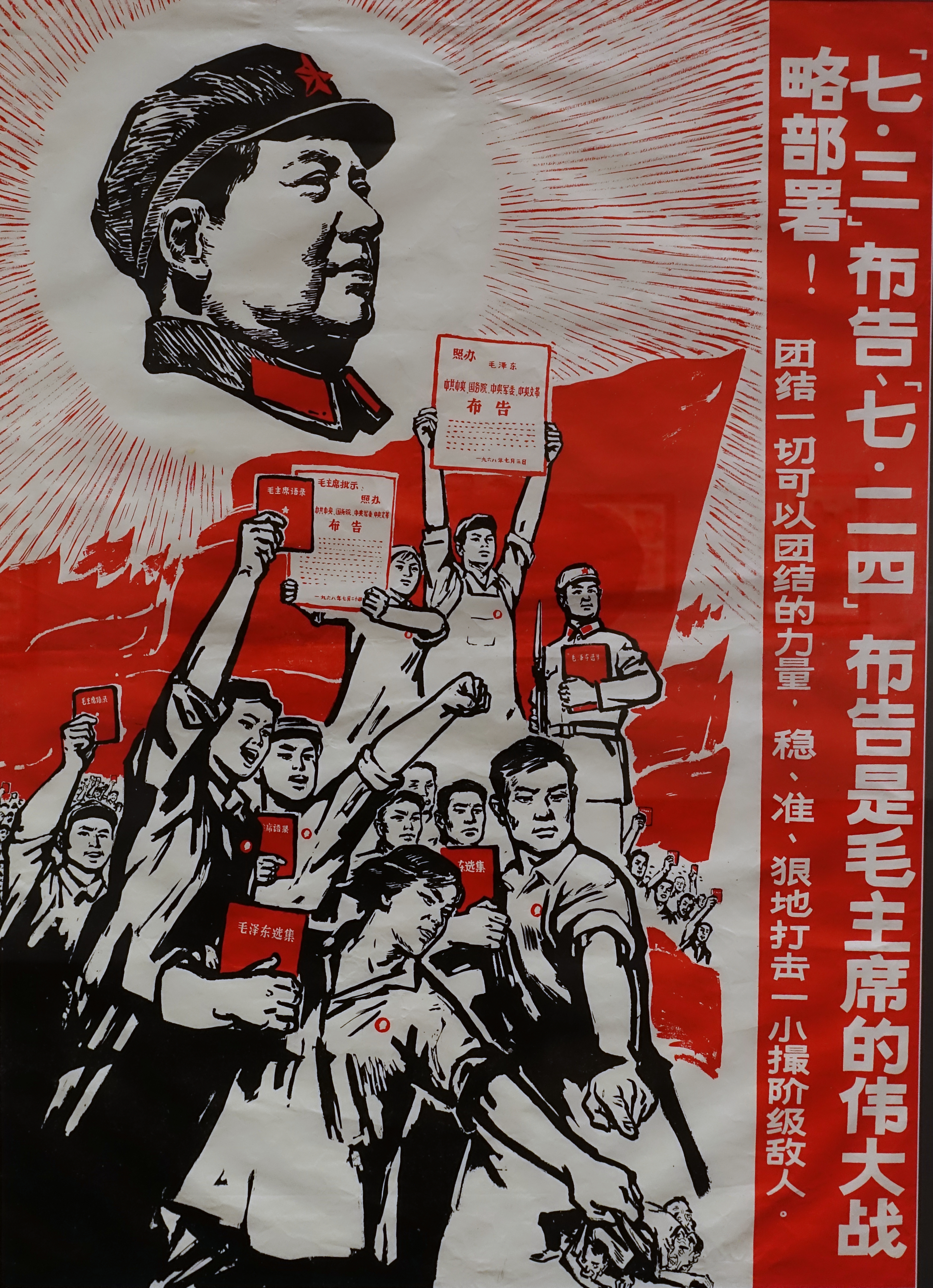
文革期間支持布告的標語

《七·三布告》，是指1968年7月3日，中共中央、中华人民共和国国务院、中央军事委员会，中央文化革命小组就广西柳州、桂林、南宁地区武斗问题发布的布告。布告本身旨在制止当时广西两派文革组织的武斗事件，但最终作为“联指”攻击“四·二二”等组织的依据。文化大革命结束后，《七·三布告》被原则性否定。

## 背景
1967年1月24日，广西军区遵照《关于人民解放军坚决支持革命左派群众的决定》，介入地方三支两军工作。3月6日，广西“造反大军临时服务委员会”、解放军驻桂干部、“革命干部”三方共同成立“抓革命促生产指挥部”，主任委员为广西军区司令员欧致富，副主任委员为贺希明等8人。3月18日，广州军区副政委陈发洪率工作组到广西军区为韦国清做工作。一部分干部群众表示支持韦国清，一部分干部群众表示反对，从而区党委领导内部出现分歧，并逐步形成对立的两大派群众组织。
4月22日，支持“抓革命、促生产指挥部”的群众集会，成立“广西‘四·二二’行动指挥部”，支持原自治区党委书记处书记伍晋南、安平生。5月25日，支持原自治区党委第一书记韦国清的群众形成“五·二五革命行动指挥部”，之后改名为“广西无产阶级革命派联合指挥部”，简称“联指”。两派斗争日趋激烈，并不断发生武斗。中共中央居中调停，要求双方检讨。并于1967年11月18日，发表《中共中央、国务院、中央军委、中央文革小组关于广西问题的决定》，同意广西地区两派派代表赴北京签订《广西两派促进革命大联合的十条协议》、《关于立即停止武斗的协议》和《关于全面上缴枪支弹药的七点协议》（但协议均未能实现）。并决定建立由韦国清、欧致富、魏佑铸、孙凤章、焦洪光、郝忠云、王斌、伍晋南、安平生以及其他代表参加的广西壮族自治区革命委员会筹备小组。
1968年4月，桂林市革命委员会成立，由于职能权力分配不均衡，两派力量斗争再次加剧，并发生大规模武斗。1968年五六月期间，武斗地区在广西柳州、桂林、南宁地区开始不断扩大，两派组织制造了一系列铁路交通破坏事端。5月3日，广西“四·二二”所属团体组织抢夺了驻地6936部队二营的武器。6936部队一营奉命前去制止这一行动，广西“联指”总指挥部得知“四·二二”组织抢枪的事件后，立即沿途设伏，袭击解放军夺取枪支弹药。5月5日晚12时至次日凌晨4时，广西联指总指挥部组织了3800多人，出动45辆汽车、一列火车客车，抢夺位于南宁市长岗岭的武器装备，共抢走各种枪支7044支，其中轻机枪479挺、高射机枪48挺、炮弹60发、子弹120万发、望远镜50个。自治区革委会筹备小组、广西军区向中央汇报此事。5月6日，周恩来以中央军委名义命令，抢走武器弹药限24小时内交回。7日、8日，周恩来再次发电要限期抢回。
然而，5月10日，柳州联指又抢走驻军部队各种枪支316支，子弹1万多发，六零式迫击炮2门，四〇二火箭筒2具，并打伤干部战士47人。21日，柳州市另一派组织“四二二”以对付柳州“联指”武装围剿为名，组织几千人到柳州火车站抢走援越弹药11888箱，共计子弹1700万发，以“李向阳”之名，给押车的解放军留下了“收条”。6月4日，广西“联指”所属组织3500人第二次到广西军区军械库抢夺武器，共抢去各种枪支1859支，六零炮8门，子弹约100多万发。
与此同时，1968年4月，广州军区司令员黄永胜根据广西军区、广西革筹小组的报告，内定“4·22”是反动组织，将对立的两派设立据点、武斗、杀人、抢夺武器、阻断铁路交通等罪名，都加在“4·22”一派的头上。恰逢当时3月16日，广州军区空军在广西打下一架美军U-2侦察机。林彪要接见有功人员，由广西军区副司令员焦红光带队赴京，事先区革筹小组负责人韦国清亲自授意整理了的“4·22”的材料，报给林彪。之后经毛泽东批示同意，中共中央、中华人民共和国国务院、中央军事委员会，中央文化革命小组联名于7月3日发布布告。

## 内容
布告要求：
| 一，立即停止武斗，拆除工事，撤离据点。首先撤离铁路交通线上的各据点。 二，无条件地迅速恢复柳州铁路局全线的铁路交通运输，停止一切干扰和串联，保证运输畅通。 三，无条件地交回抢去的援越物资。 四，无条件地交回抢去的人民解放军武器装备。 五，一切外地人员和倒流城市的下乡上山青年，应立即返回本地区，本单位。 六，对于确有证据的杀人放火。破坏交通运输，冲击监狱，盗窃国家机密，私设电台等反革命分子，必须依法惩办。 |

## 结果
《七·三布告》，对于缓解混乱局势有所好转。但贯彻过程中，受到了派性的严重扰乱，中共中央在7月24日又发布《七·二四布告》。7月30日，广州地区30万人举行贯彻中央《七·三布告》、《七·二四布告》的誓师大会。7月28日至8月14日，广东省革命委员会召开全体委员会议，会议通过《关于进一步贯彻落实中央“七·三”、“七·二四”布告精神，深入开展对敌斗争的决议》。
在广西当地，《七·三布告》颁布后，由“广西无产阶级革命派联合指挥部”主导势力的自治区革筹小组、广西军区、南宁市革委会，在7月8日在南宁市举行上千人大会，强调《七·三布告》是解决广西问题的一个重大战略决策，并呼吁群众“向阶级敌人发动猛烈进攻”。7月9日，广西军区、自治区革筹小组又召开10万人参加的“坚决拥护贯彻捍卫《七·三布告》大会”，号召广大群众立即行动起来，严惩一小撮“现行反革命分子”，“为成立广西壮族自治区革命委员会扫清道路”。《广西日报》连续发表9篇社论，宣传贯彻《七·三布告》。7月31日，自治区革筹小组、广西军区出动部队和“联指”武装及一些县的民兵，攻打“四·二二”组织设在广西自治区展览馆的据点。8月2目，包围和进攻“四·二二”组织在南宁市解放路、新华街等据点，至8月8日战斗结束，造成严重伤亡，期间全市被打死群众827人。解放路及其附近街巷有33条被烧；11744户职工和居民共40113人无家可归；5家国有工厂、45家手工业社、165间商店门市部、134间中小学教室、166艘船被烧毁。8月26日，广西壮族自治区革命委员会在南宁成立，大规模武斗得以制止，但有的基层地方仍存在并爆发滥杀无辜的事件。
文化大革命结束后，大量广西干部由于文革期间起家、上台，对处理文革遗留问题有很强抵触，有些人以《七·三布告》作为广西文革错误的挡箭牌。1983年1月，中共中央批复自治区党委《关于进一步处理好广西“文化大革命”遗留问题的请示报告》，要求广西以《关于建国以来党的若干历史问题的决议》统一思想。1983年3月27日，中共中央对自治区党委的领导班子作了重大调整，并要求广西把“处遗”工作放在首位，限期完成任务。4月11日，中共中央机构改革领导小组派出由周一峰任组长，毛铎、王浩任副组长的工作组40人到广西指导处理遗留问题和调整各级领导班子。1983年5月13日，自治区党委向中共中央书记处作了《关于对“七三”布告重新认识及对外表态口径的请示》，包括“当时中央发布布告是为了防止大规模武斗，但布告本身确实存在错误，主要是把当时群众组织的一些严重错误行动，定为反革命事件，……调动了军队和武装民兵，镇压一部分群众，并导致大量乱杀人的后果。”同年5月20日，中共中央批复，原则上同意自治区党委的意见，从而使广西处理“文化大革命”遗留问题得以顺利进行。

## 相关
- 广西文革屠杀
- 柳州武斗事件
- 南宁武斗事件
- 南宁“四·二二”惨案
- 七·二四布告